# Пиеве ди Кадоре
Пиѐве ди Кадо̀ре (на италиански: Pieve di Cadore; на ладински: Pièe, Пиее) е малко градче и община в Северна Италия, провинция Белуно, регион Венето. Разположено е на 878 m надморска височина. Населението на общината е 3832 души (към 2014 г.).